# Флоренс (Южная Каролина)
Флоренс (англ. Florence) — крупнейший город и административный центр в одноимённом округе в штате Южная Каролина в Соединённых Штатах Америки.
Согласно результатам переписи населения США, проведённой в 2020 году, число жителей города составляло 39 899 человек, что, для такого небольшого населённого пункта, существенно больше (+ 7,7%), чем было во время предыдущей переписи прошедшей в 2010 году (37 056 человек).

## История

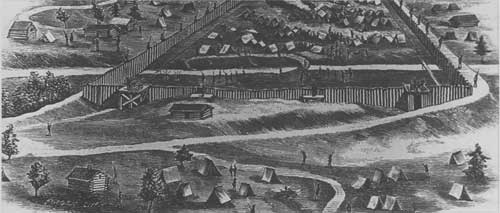
Флоренсийский частокол

Во время Гражданской войны в США 1861—1865 гг. здесь располагался Флоренсийский частокол в котором содержалось от 12 000 до 18 000 военнопленных из армии Союза. Более 2800 заключенных умерли здесь от болезней и ран и были похоронены на местном кладбище, которое после войны стало Национальным, а сохранившиеся постройки внесены в Национальный реестр исторических мест США.
Город Флоренс был основан в 1871 году в ходе Реконструкции Юга. 24 декабря 1890 года, вскоре после создания округа одноимённого округа, поселение было инкорпорировано и включено в реестр штата Айова, благодаря чему некорпоративное сообщество Флоренс официально получило статус города («Сity of» / «Town of»).

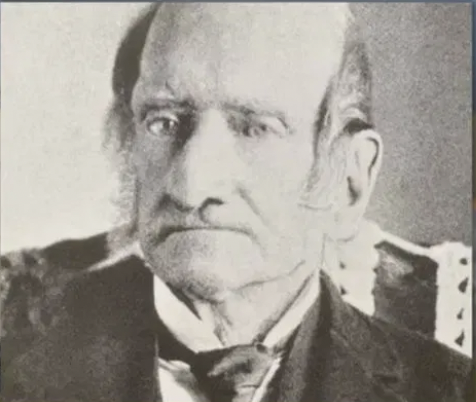
Уильям Харли

Первые поселенцы занимались в основном натуральным хозяйством и производили индиго, хлопок, судостроительные материалы и древесину, которую отправляли по реке Грейт-Пи-Ди в порт Джорджтаун.
В середине XIX века были построены две пересекающиеся железные дороги: Уилмингтон-Манчестерская и Северо-Восточная. Американский бизнесмен и политик Уильям Харли, построил свой дом на этом месте и назвал поселение «Флоренс» в честь своей дочери.
Первые 25 лет третьего тысячелетия население города стабильно росло.

## География
В городе пересекаются автомагистрали I-95 и I-20.

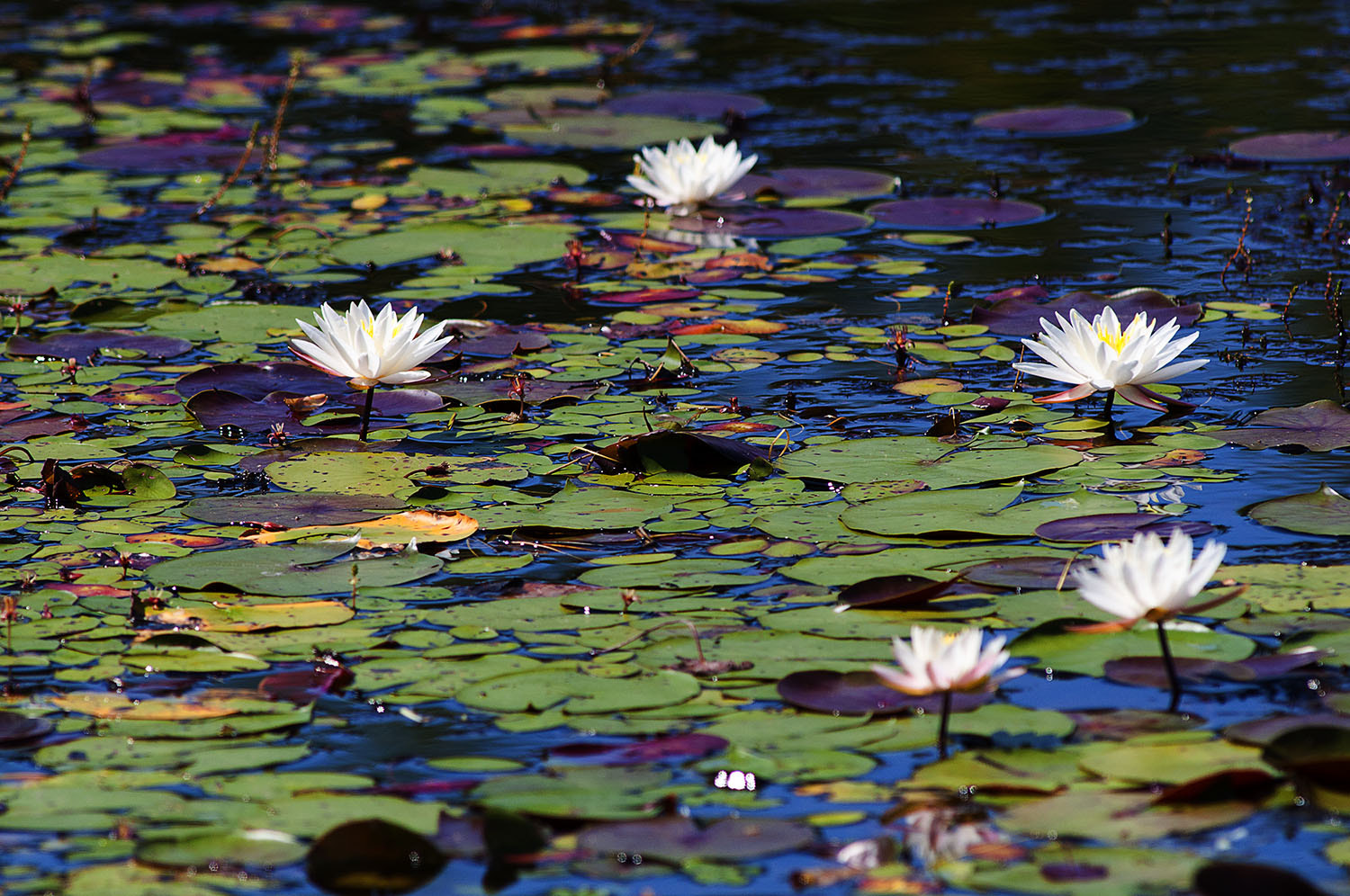
Река Грейт-Пи-Ди

Город Флоренс расположен на прибрежной равнине Южной Каролины. Он находится в северо-восточной части штата и северной части округа Флоренс. Средняя высота над уровнем моря составляет около 140 футов (43 метра). Джеффрис-Крик — приток реки Грейт-Пи-Ди — главный водный путь протекающий через город, проходя к югу от его центра. 
В соответствии с данными указанными на сайте центрального статистического органа страны — Бюро переписи населения США, общая площадь города составляет 23,49 квадратных мили (60,8 км²), из которых 23,39 квадратных мили (60,6 км²) занимает суша, а 0,09 квадратных мили (0,23 км² или 0,38%) приходится на водную поверхность.

## Климат
Согласно данным представленным Национальной метеорологической службой США во Флоренсе влажный субтропический климат, характерный для крайнего юга, особенно вдали от побережья, который, по системе классификации климатов Кёппена, сокращённо обозначается на климатических картах аббревиатурой «Cfa». Осень, зима и весна мягкие, с редкими зимними ночами ниже нуля, но редко с продолжительными холодами и суровыми условиями. Лето здесь может быть очень жарким и влажным. Флоренс, как и некоторые другие города юго-востока, подвержен инверсиям, которые задерживают озон и некоторые загрязняющие вещества над ним.